# Jenis av Rana
Jenis av Rana, född 7 januari 1953 i Trongisvágur, är en färöisk läkare och politiker (Miðflokkurin). Han har varit invald och arbetat som parlamentarisk ledare i Färöarnas lagting sedan 1994. Han är partiledare i Miðflokkurin sedan 2001, och var också partiledare under åren 1994–1997. Jenis av Rana är starkt religiös och en kontroversiell person i den färöiska politiken.

## Familjebakgrund och yrkeskarriär
Jenis av Rana är son till Aslaug och Dánjal av Rana, tidigare borgmästare i Tvøroyris kommun. Han är gift och har tre barn. Efter studentexamen var han lärarvikarie i Tvøroyri och Froðba 1972–1974. Han är utbildad specialistläkare i allmänmedicin vid Århus universitet 1983. Jenis av Rana har varit kommunläkare i huvudstaden Torshamn sedan 1995. Han är predikant och radiovärd och styrelsemedlem i den kristna radiostationen Lindin.
Fackligt har han varit ordförande i assistentläkarnas råd Hjálparlæknaráð Føroya (1989-1995), och under samma period också styrelseledamot i läkarföreningen Læknafelag Føroya. Han är medlem i World Christian Doctors Network (WCDN) och har också varit organisationens ledare i Skandinavien sedan 2006.

## Politisk karriär
Innan bildandet av Miðflokkurin 1992 var Jenis av Rana medlem i det tidigare partiet Kristiligi Fólkaflokkurin. Under perioden 1993–1996 var han medlem i kommunstyret i Torshamn, och där invald i den partipolitiskt obundna listan Uttanflokkalistin.
Jenis av Rana har representerat Miðflokkurin i Färöarnas lagting sedan 1994. Han var invald från Suðurstreymoy fram tills att valkretsindelningen avskaffades 2008. Han har varit medlem av Lagtingets utrikeskommitté sedan 1998, och också varit medlem av Lagtingets arbetskommitté och marknadskommitté 1994–1998, Lagtingets välfärdskommitté 2002–2004 och kulturkommittén 1998–2002. Han var medlem av Färöarnas delegation till Västnordiska rådet 1994–2008 samt medlem av Färöarnas delegation till Nordiska rådet 2002–2004 och 2008–2011.
Hans politiska retorik sägs påminna om den som utövas i kyrkor och bönehus. Jenis av Rana och Miðflokkurin främjar en traditionell, kristen syn på moralska och etiska frågor. Han är känd för att vara kraftig motståndare till självbestämd abort samt registrerat partnerskap för homosexuella. Han har vägrat att gå på en middag med Islands statsminister Jóhanna Sigurðardóttir, eftersom hon är gift med en kvinna. Som kulturminister har han stoppat stöd till filmer som han anser har ovårdat språk eller behandlar sexualitet.